# Amleto Frignani
Amleto Frignani (Carpi, 5 de março de 1932 - 2 de março de 1997) foi um futebolista italiano que atuava como atacante.

## Carreira
Amleto Frignani fez parte do elenco da Seleção Italiana de Futebol na Copa do Mundo de 1954, na Suíça, ele fez duas partida e um gol, na vitória por 4-1 sobre a Bélgica.